# George Engel
George Engel (ur. 15 kwietnia 1836 w Kassel, zm. 11 listopada 1887 w Chicago) – niemiecki anarchista. Jeden z ośmiu oskarżonych po zamieszkach na placu Haymarket (Haymarket Riot) w Chicago.
W 1872 r. wyemigrował z Niemiec do USA. Początkowo do Filadelfii, gdzie pracował w cukrowni. W 1874 r. przeniósł się do Chicago i otworzył sklep z zabawkami. Zainteresował się ideami socjalistycznymi i zaangażował się w ruch robotniczy. Aresztowano go po zamieszkach i oskarżono o współudział w ich zorganizowaniu. Został skazany na śmierć, mimo iż nie był obecny na miejscu zdarzenia, ani nie brał udział w jego przygotowaniu.